# Coecobrya caeca
Coecobrya caeca är en urinsektsart som först beskrevs av Heinrich Wilhelm Schott 1896.  Coecobrya caeca ingår i släktet Coecobrya och familjen brokhoppstjärtar. Inga underarter finns listade i Catalogue of Life.